# Trolejbusová doprava v Postupimi

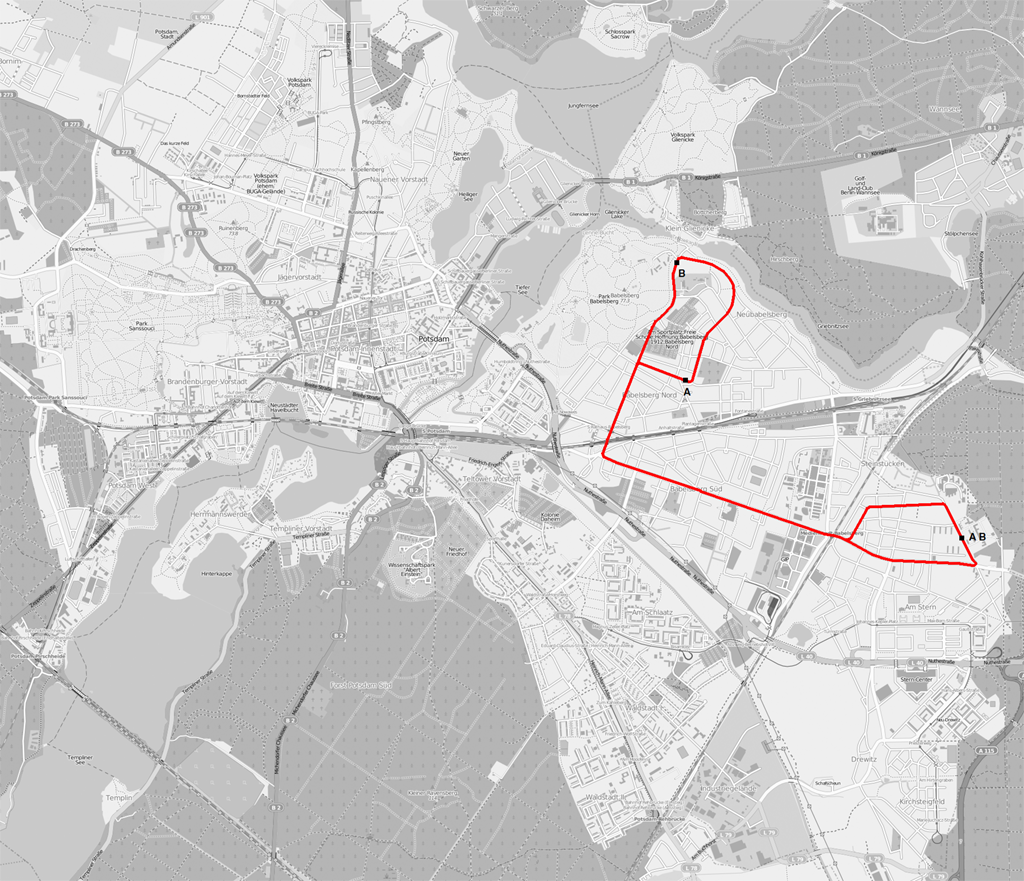
Schéma trolejbusové sítě v Postupimi v 70. letech 20. století

Trolejbusová doprava v Postupimi, městě ležícím těsně za hranicemi Berlína, existovala mezi lety 1949 a 1995. Jednalo se o malou síť, která v době největšího rozmachu zahrnovala tři trolejbusové linky.

## Plány a počátky provozu
První plány na zavedení trolejbusů v Postupimi se objevily v roce 1941. Podle dohody firmy Siemens-Schuckert-Werke a postupimského dopravního podniku měly být vystavěny tratě, na kterých by byly v provozu tři linky označené písmeny A, B a C. Stavba tratí pomalu začala, ale vzhledem k událostem na konci války byla brzo zastavena. Práce byly obnoveny až v roce 1947 a 1. října 1949 byl zahájen provoz na první, 5,8 km dlouhé trati. Ta byla vedena z Goethestraße v městské části Babelsberg kolem železničních nádraží Babelsberg a Drewitz právě do čtvrti Drewitz. Pro zahájení provozu byly k dispozici dva trolejbusy Alfa Romeo (karoserie vyrobeny a dodány již v roce 1944).
Prvního rozšíření se postupimská trolejbusová síť dočkala v roce 1956, kdy byla dokončena odbočka od drewitzského nádraží do Steinstraße, kde byla ukončena velkou blokovou smyčkou. Na tento úsek byla zavedena linka B z Goethestraße. O necelý rok později došlo k dalšímu (a také poslednímu) rozšíření. Tehdy byla zprovozněna velká bloková smyčka ve čtvrti Babelsberg. Byla vedena od stávající konečné na Goethestraße přes Karl-Marx-Straße, Hermann-Maaß-Straße a Allee-nach-Glienicke, kde se napojovala zpět na původní trať na Goethestraße. Na tento úsek byla prodloužena linka B, linka A do Drewitzu byla nadále ukončena na konečné Goethestraße. Výstavbou blokové smyčky v Babelsbergu byl vývoj trolejbusové sítě v Postupimi ukončen. Linkové vedení ale bylo v roce 1958 rozšířeno o posilovou linku C mezi nádražími v Drewitzu a Babelsbergu. Během 50. let také byly zakoupeny nové trolejbusy. V první polovině desetiletí to bylo nejprve 14 vozů značky Lowa, v roce 1958 pak dalších sedm československých trolejbusů Škoda 8Tr. V provozu byly také vlečné vozy.

## 60. – 80. léta
V polovině 60. let byl pouze přeložen severní úsek blokové smyčky Steinstraße do sousední ulice, neboť původní trať vedla příliš blízko Berlínské zdi. Během druhé poloviny 60. let byly vypracovány také plány na rozšíření trolejbusové sítě, ty ale nebyly nikdy realizovány. V 60. letech byl vozový park obnovován trolejbusy Škoda 9Tr (celkem 14 kusů nových a sedm ojetých z Drážďan a Greizu + 1 ojetá Škoda 8Tr z Greizu).
V roce 1971 byl zastaven provoz na trati od drewitzského nádraží do Drewitzu. Důvodem byla nová výstavba obytných domů a s tím související přeložka silnice, trolejbusová linka byla nahrazena autobusovou. Od té doby byla linka A, jezdící původně do Drewitzu přeložena do blokové smyčky Steinstraße. Během 70. let měly být i v Postupimi trolejbusy zrušeny, nicméně se tomu tak nestalo a provoz zůstal nadále ve stejném rozsahu.
V 80. letech opět místní dopravní podnik počítal s rozšířením sítě, k tomuto kroku ale nikdy nedošlo. Naopak byly zakoupeny nové vozy Škoda 14Tr, které nebyly jinde v NDR příliš oblíbené, a následně i kloubové Ikarusy 280 T. Maďarské vozy ale byly brzy předány do jiných dopravních podniků, od nichž na oplátku Postupim získala další „čtrnáctky“.

## Zánik trolejbusů v Postupimi

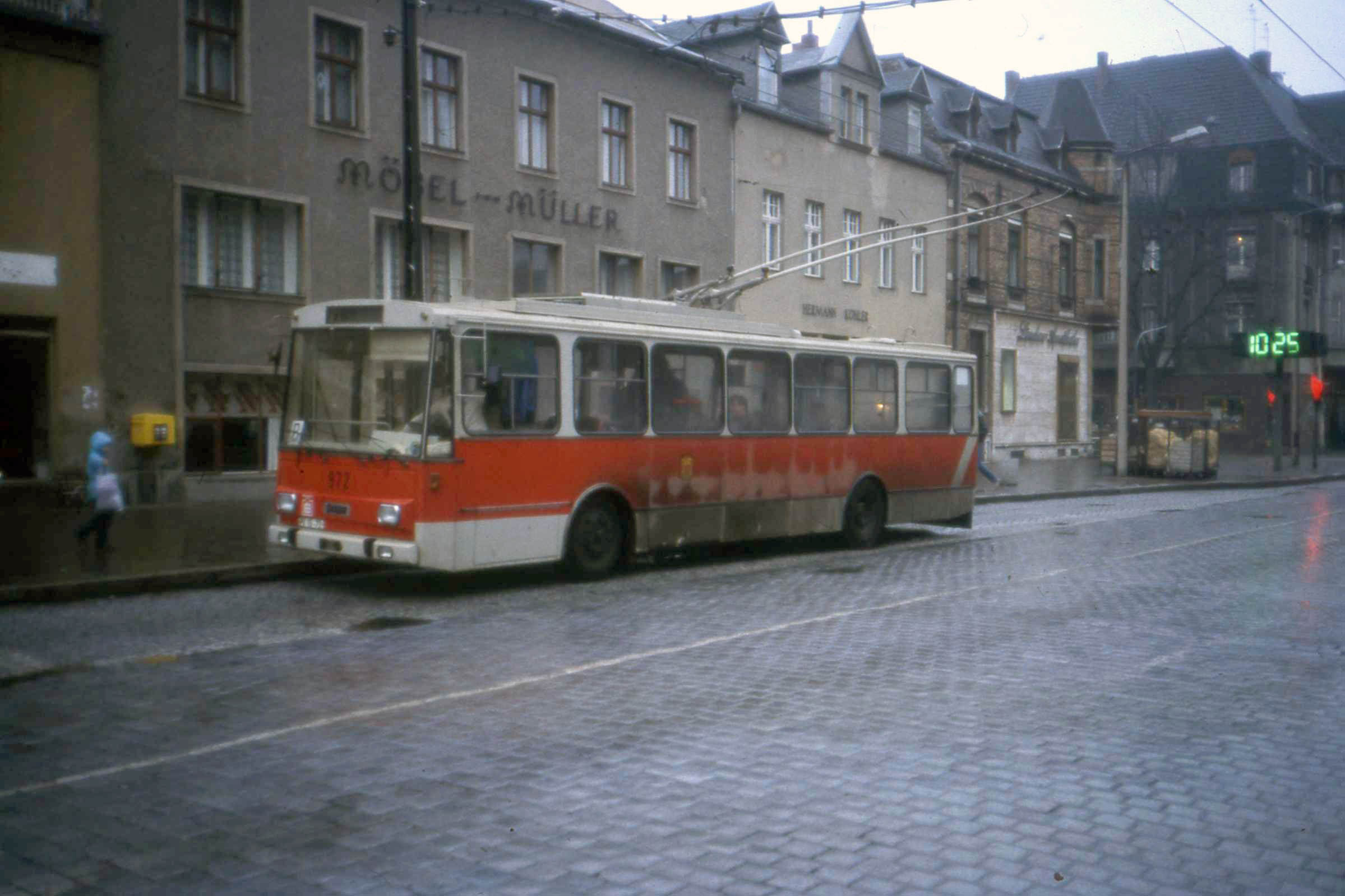
Trolejbus Škoda 14Tr v Postupimi v roce 1990

Po společensko-ekonomických změnách na začátku 90. let nastaly pro postupimské trolejbusy problémy. Protože železniční trať do Berlína měla být elektrifikována a pak na ni měly být provozovány vysokorychlostní vlaky ICE, nesmělo být vzhledem k předpisům na přejezdu u nádraží Drewitz trolejové křížení. Dopravní podnik tuto situaci vyřešil tím, že trolejbusovou linku 691 (bývalá linka B) zkrátil ze Steinstraße k drewitzskéhmu nádrží před přejezd. Druhá linka č. 690 (bývalé A) nadále jezdila ve své trase přes přejezd, nasazeny ale na ni byly nově zakoupené duobusy, čímž byl de facto ukončen trolejbusový provoz mezi nádražím Drewitz a Steinstraße.
Definitivní ukončení provozu postupimských trolejbusů nastalo v roce 1995. V lednu tohoto roku byl vydán policejní zákaz provozu vozů Škoda 14Tr vzhledem ke špatnému stavu jejich karoserie. V provozu tak zůstaly pouze duobusy, které trolejové vedení využívaly ještě několik dní do 2. února 1995. Trolejové vedení nicméně zůstalo zachováno a uvažovalo se o obnově trolejbusového provozu. K tomu však již nedošlo a trakční vedení bylo demontováno. Vozy 14Tr byly odprodány na Ukrajinu a rovněž také do Česka, konkrétně do Ostravy, kde některé z nich po rekonstrukci jezdily až do roku 2002.